# Teodor Jełowicki
Teodor Adam-Michał Jełowicki (armoiries Famille Jełowicki), né le 9 novembre 1828 à Sinica en Ukraine actuelle et mort le 29 novembre 1905 à Paris est un propriétaire polonais de descendance noble ruthénienne, juriste, Secrétaire Général de l'Oblast de Kiev, Maréchal du Powiat d'Ouman, musicien amateur, émigrant et philanthrope.

## Biographie

### Jeunesse

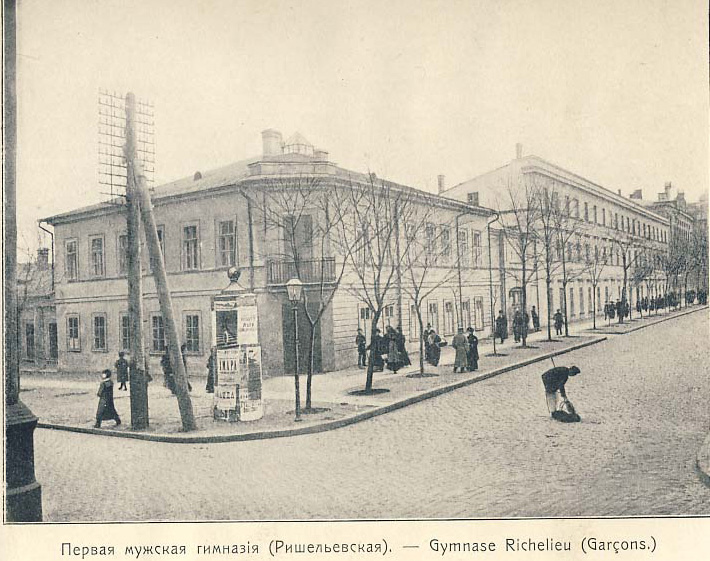
Vue du Lycée Richelieu d'Odessa en 1910

Il est né à Sinica, Oblast de Kiev, dans la propriété de son père, Stefan, Maréchal du Powiat de Kremenets et de sa femme, Antonina, née Iwaszkiewicz. Il est élève du Lycée Richelieu d'Odessa, ou il prend des leçons de piano avec M. Czerny. Il fait des études en droit à l'Université de Kiev. Durant sa scolarité à Odessa et à Kiev, il reste proche d'August Iwański, insurgeant, exile et musicien.
En 1857 il hérite les biens de son père, avec l'aide de sa mère, qui les lui cède en échange de l'usufruit et 10 000 Roubles en argent. Cette même année il reconstruit l'église de Łanowice, qui sera reconsacrée par Msgr Kasper Borowski, Évêque de Loutsk-Jytomyr, en 1860. En 1860 il devient maréchal d'Ouman, un rôle devenu difficile en avance du soulèvement de 1863 qui se prépare, et lors de l'Abolition du servage de 1861.

### Homme politique
Quoiqu'il ne soit pas directement impliqué dans l'Insurrection de Janvier, il la supporte financièrement. Les circonstances mènent néanmoins à son arrestation et prison dans la citadelle de Kiev avec d'autres maréchaux. Malgré le manque de preuve de sa complicité, un oukaze du Tsar Alexandre II, daté du 10 décembre 1865, l'oblige de vendre tous ses biens en Volhynie et en Ukraine, y compris : Łanowce, Oryszkowce, Noworoczyca et son domaine natal de Sinica dans le Raïon d'Ouman. La vente aux enchères a lieu en 1868. Les terres de Łanowce, confiées par le roi polonais à Paszko Jelowicki en 1444, à la suite de sa victoire sur les Tatars, et transmises de père en fils depuis, sont finalement saisies par l'Empire russe après quatre siècles.

### Grande émigration
Apres sa libération il part pour Paris où il s'installe. Il y continue ses études musicales auprès de Julian Fontana, ami et collègue de Fryderyk Chopin. Il aide financièrement un bon nombre d'artistes et jeunes musiciens exilés de Pologne. Il contribue à la Mission catholique polonaise, Bibliothèque polonaise de Paris et au foyer St. Casimir.
En automne 1871 il part pour Lwów avec l'idée d'acheter une propriété en Podolie, mais retourne rapidement en France, estimant que la vie y est meilleure. En 1873 il devient membre de la Société historique et littéraire polonaise (SHLP), où son parrain et cousin, Aleksander Jełowicki, y est déjà installé. Il se lie d'amitié avec le poète Cyprian Kamil Norwid,  auquel il porte de l'aide materielle durant son séjour dans le foyer St. Casimir. En revanche Norwid, lui offre son album avec ses propres esquisses, peintures et gravures. Lorsque le poète meurt, Teodor Jełowicki paye les 400 francs, le coût des obsèques.

### Décès
Jełowicki est mort soudainement à Paris, le 29 novembre 1905, sans laisser de testament. Il est inhumé au Cimetière des Champeaux de Montmorency. Il laisse un journal détaillé de quarante ans (1865-1905). Parmi ses papiers sont les dessins de Norwid et les compositions musicales de Chopin, Julian Fontana et Albert Sowiński. Une part de sa riche correspondance est immolée dans l'Insurrection de Varsovie en 1944. Son héritière est Maria Złotnicka, la petite fille de sa sœur, Stefania (née Jełowicka), mariée avec Władysław Jaroszyński.